# Prononciations littéraires et prononciations familières des sinogrammes
Dans les langues chinoises, les prononciations littéraires (chinois traditionnel : 文讀 ; chinois simplifié : 文读) et les prononciations familières (chinois traditionnel : 白讀 ; chinois simplifié : 白读) sont un phénomène de prononcer certains sinogrammes différemment dans des contextes différents. En général, les prononciations littéraire font partie des superstrates des langues chinoises,, et les prononciation familières font partie des sous-strates,,,.